# РАФ-М1
РАФ-М1 «Роксана» — опытный образец микроавтобуса Рижской автобусной фабрики. Модель разрабатывалась в конце 1980-х гг. в качестве «преемника» модели РАФ-2203 в 1990—2000-х гг.

## История
После избрания нового руководителя рижского автозавода было принято решение отказаться от первоначального намерения модернизировать модель РАФ-2203, а создать принципиально новый микроавтобус. В 1988 году при участии газеты «Комсомольская правда» был объявлен всесоюзный конкурс по дизайну перспективного микроавтобуса, по итогам которого победителями стали рижские специалисты.
Первоначально автомобиль планировался переднеприводным полукапотной компоновки, с продольным расположением двигателя и передним или полным приводом с использованием перспективных узлов АЗЛК, посадка водителя предполагалась позади передней оси. Однако в связи со сложностями с комплектующими было принято решение остановиться на классической, заднеприводной схеме, сохранив расположение водителя за передней осью. Основные агрегаты микроавтобуса использовались: двигатель инжекторный ЗМЗ-406, стойки «Мак-Ферсон» от перспективной модели ГАЗ-3105, пятиступенчатая коробка передач УАЗ. Рулевая рейка и ГУР для прототипа была заимствована у «Форд Транзит».
Принципиальным конструктивным отличием данного поколения от предыдущих является двухобъёмный кузов капотной компоновки, в котором двигатель отделён от пассажирского пространства и располагается спереди — вместо однообъёмного, с моторным отсеком, находящимся в салоне. Данное изменение, как и в случае со многими микроавтобусами — например, Volkswagen Transporter четвёртого поколения, вызвано современными требованиями пассивной безопасности.
В 1990 году построенный образец был отправлен на доводку в Англию фирме IAD, специалисты которой внесли изменения в кузов и интерьер. Тогда же модели было присвоено имя «Роксана». Однако распад СССР и экономический спад в республиках не позволил воплотить проект в производство. На деле, его место вынужденно занял малотоннажный грузовой автомобиль с грузопассажирским кузовом на платформе ГАЗ-3302, разработка которого также велась в конце 1980-х годов.
Единственный выпущенный экземпляр сохранился до наших дней.